# Глумац-аниматор
Глумац са лутком, глумац-аниматор или глумац-луткар (лат. animator, animare - оживети, удахнути живот, anima - душа) је у најужем смислу глумац који покреће и води лутку на сцени. Онај ко анимира лутку, „удахњује лутки душу".
Глумци са лутком на различите физичке начине (прстима руке, дугим штаповима уместо прстију и различитим потезним системима) покрећу лутке, а сами изговарају текст, уколико је предвиђен. Ипак, по речима редитеља Јоже Пенгова, анимација није само занат или техника, који су такође потребни, већ је она уметност којом се унутрашње проживљавање улоге или лика у самом глумцу, преноси нитима да „дрвену" лутку. Аниматоров рад је, тако, пренос пантомимске игре коју доживљава у себи.

##### Глас лутке - глас аниматора
Пошто је сценска лутка симбол, она има своје особине и живи у свом свету, тим њеним карактерним особинама треба прилагодити и глас лутке. Вештина глумца-луткара је да открије тај глас, специфичности повезане са карактером лутке и тек када се глас и тело лутке споје, добија се потпуни сценски лик. Наравно, треба погодити висину гласа, притом избегавати претерано карикирање, јер се на тај начин доводи до неразумљивости, треба водити рачуна о сложености и прецизности ауторове мисли и емоција које је хтео да представи драмским, луткарским текстом. Због својих димензија, лутка не подноси пун људски глас и зато је битна карактеризација гласа. То се постиже нијансирањем висине тона говора, јачине и променом темпа. Равни и монотони тонови код деце доводе до досаде и губитка концентрације.

##### Глумац са лутком - тотални глумац
Константин Станиславски је објаснио да за децу треба глумити исто као за одрасле, само мало боље.
Може се рећи да је глумац у позоришту за децу, или глумац са лутком, заправо, тотални глумац. Таква глума се рађа у свету игре, аутентичног представљања, условног проживљавања, сложене биомеханике, свеопште анимације, очигледне трансформације, поетске метаморфозе, асимилације времена и простора, појавног самопоништавања, и то све ради стварања синкретичке, синтетичке, тоталне (ест)етике у интерактивној партиципацији сценског призора и бескрајне дечије маште у рецепцији виђеног призора.
Отуда се о глумцу у свету анимације може говорити као о својеврсној магичној појави, која ствара нарочити свет знакова у семиолошкој сфери позоришта. То, дакле, није мала уметност за малене, већ је репрезентативна, представљачка естетика блиска могућностима прихватања инфантилне сазнајности.

##### Трансформација и магија анимације
Глумац у позоришту путем анимације и трансформације постаје биће које може да лети, лебди, постаје, нестаје, трансформише се по законима драматургије, приликом анимације предмета, ствари и облика, у сценском времену и простору и на тај начин у рецепцији детета на магичан начин уз помоћ слика и звукова, изражава, исијава и зрачи знаке и значења поетске фантазмагорије. Ови магични привиди се заснивају на метастварности, метаистинама сценског збивања, акције и динамике: „међу јавом и међ' сном".
Магична веза између лутке и глумца, присутна је од давнина, и њихово сједињавање на сцени, доводи до неисцрпног бескраја варијанти у изражавању, у комуникацији човека са човеком, човека и друштва, лутке и човека, човека и уметности. Када аниматор покреће лутку, даје јој живот короз покрете и причу, он оживљава оно што није живо. Машта је ту покретач, а активно партнерство између глумца и лутке на сцени очаравајуће је, неомеђено сценичним пространством.

##### Однос лутке и аниматора
Велики теоретичар луткарске уметности, Гордон Крег, указивао је на потребу да аниматор осећа карактер и нарав лутке и да је покреће тако да лутка у акцији остаје верна самој себи, што омогућава аниматору да током представе остане доследан ономе што заједно са лутком треба да изрази. Та веза између лутке и аниматора постоји, чак и када лутка није у аниматоровим рукама, јер као дејство она живи у машти гледалаца.
У случају да аниматор лишава лутку живота на позорници, онда лутка своди аниматора на јалово постојање. Ако аниматор не доноси лутки значења, он сам остаје немоћан и празан.
Узајамно садејство између лутке и аниматора тиче се и међусобног сукоба, те се овај однос може окарактерисати дијалектичком законитошћу јединства и борбе супротности, јер лутке и аниматори чине акционо јединство и заједнички стварају значења иако су међусобно различити. То је чак и више - однос служења и преобразбе.

##### Особине аниматора
Глумац аниматор, пре свега, треба да воли свој позив, да је физички способан за изражавање на више начина, да уме да глуми и као глумац у драмском позоришту, да уме да анализира покрет лутке и у логичком и у поетском смислу, те да своју глуму посвети функцији у представи како је редитељ намењује.